# Jakob Beck
Jacob Beck (13. září 1931 Obrovac, Jugoslávie – 2. dubna 2021) byl mistr bojových umění a zakladatel Allkampf-jitsu.

## Život
V roce 1944 utekl z Jugoslávie před Rudou armádou, cestoval v koloně 350 vozů přes Rakousko do Československa, odtud zpět do Maďarska a po útěku ze zajateckého tábora dorazil v roce 1946 do Německa, do města Burgau.
V sedmnácti letech se začal učit Judo a v roce 1964 se setkal s mistrem Jae Hwa Kwon (7. Dan), u kterého se učil Taekwon-do; to se také později učil u generála Choi Hong Hi (9. Dan). Patnáct let se učil toto korejské bojové umění, současně dojížděl k velmistru Robertu Doblerovi (10. Dan), který působil jako vrchní komisař státní policie ve Švýcarsku a pod jehož vedením se učil Jiu-Jitsu. Vedle těchto bojových umění se zdokonaloval také v Bo-Jitsu, Aikido a Karate, která se učil u neméně známých učitelů.
Takto získané bohaté zkušenosti v bojových uměních ho přivedly k myšlence spojit nejúčinnější techniky z těchto bojových umění v jeden vysoce efektivní systém. Vyňal pouze základy a principy technik, ty přizpůsobil svému záměru a vytvořil tak v roce 1968 nový bojový styl, který nazval Allkampf-Jitsu.
První škola byla založena v Jettingenu, druhá v Augsburgu a pak se systém šířil i za hranice Německa na Sicílii, do Itálie, Rakouska, Maďarska, Jugoslávie, Řecka, Turecka, Anglie, do Afriky – Keni a naposled v roce 1991 do tehdejšího Československa. Všechny školy v celé Evropě sdružuje organizace European Budo Center, která provozuje v současné době v Německu 223 škol a v ostatních zemích 39 škol. V celé organizaci je registrováno přes 13 500 žáků, z nich je přes 400 držiteli mistrovských stupňů. Tato organizace rozšiřuje také Bo-Jitsu a Taekwon-do – ITF a pořádá dvakrát do roka mistrovské soutěže v Taekwon-do a jedenkrát do roka v Allkampf-Jitsu. European Budo Center napomáhá technicky při zakládání a vedení nových škol a mezinárodně sjednocuje vyučovaný systém. Organizace přísně zachovává přenos informací pouze přes trenéry, kteří musí respektovat dále tato pravidla.

## Dosažené mistrovské stupně
- 10. Dan Allkampf-Jitsu
- 10. Dan Jiu-Jitsu
- 9. Dan Taekwon-do
- 8. Dan Bo-Jitsu
- 7. Dan Budo Do
- 3. Dan Judo